# Référentiel général d'amélioration de l'accessibilité
Le Référentiel général d’amélioration de l’accessibilité (RGAA) (anciennement « Référentiel général d'accessibilité pour les administrations») est destiné à définir, en France, les modalités techniques d'accessibilité des services en ligne de l'État, des collectivités territoriales et des établissements publics qui en dépendent ainsi que certains services privés, pour les trois canaux du Web, de la télévision et de la téléphonie.
Le RGAA découle de l'obligation d'accessibilité imposée par l'article 47 de la loi du 11 février 2005 pour « l'égalité des droits et des chances, la participation et la citoyenneté des personnes handicapées », dont le décret d'application a été publié au Journal officiel le 16 mai 2009. Il a été approuvé, pour le canal Web, en octobre 2009,,,.
Les évolutions du RGAA sont sous la responsabilité de la DINUM depuis sa création en octobre 2019. Ces évolutions étaient précédemment sous la responsabilité de la DInSIC depuis le 23 février 2011. La version 4.1 publiée le 16 février 2021 est une mise à jour de la version 4 publiée en septembre 2019. Précédemment, la version 3.0 avait été publiée le 29 avril 2015 et une mise à jour de ce RGAA 3 publiée le 23 juin 2016. La version 4 du RGAA a été arrêtée conjointement par la ministre chargée des personnes handicapées et le ministre chargé du numérique le 20 septembre 2019.